# Pierre Fureau de Villemalet
Pierre Fureau de Villemalet, né le 20 mars 1760 à Villemalet hameau de La Rochette (Charente), mort le 15 février 1795 à Marseille (Bouches-du-Rhône), est un général de la Révolution française.

## États de service
Il entre en service le 28 janvier 1782 comme cavalier au 6e régiment de chasseurs à cheval ; il devient caporal au bataillon de chasseurs des Ardennes le 16 janvier 1785, et il est congédié à Monaco le 1er octobre 1789.
Le 1er mars 1790 il est commandant de la garde nationale du canton de Jauldes, et le 1er décembre 1791 il est nommé capitaine de la 4e compagnie du 1er bataillon de volontaires de la Charente. Il passe lieutenant-colonel en second de ce bataillon le 28 février 1793, et est blessé au bras gauche le 15 avril 1793 à l’armée du Nord. Devenu chef de bataillon au 1er bataillon de volontaires de Loir-et-Cher, il a la joue gauche traversée par une balle le 15 juillet 1793 lors du siège de Valenciennes, et devient lieutenant-colonel en premier le 19 août 1793.
Il est promu général de brigade le 16 vendémiaire an II (7 octobre 1793) à l’armée des Alpes, et général de division le 5 brumaire an II (26 octobre 1793) à l’armée d’Italie.
Commandant de la place de Marseille, il meurt le 15 février 1795.

## Sources
- Stéphane-Claude Gigon, Le Général de division de Villemalet (1760-1795), G. Clouzot, 1912, 12 p.
- James Forgeaud, Le général de division Pierre Fureau dit Villemalet (1760-1795), SAHC, 1996, 7 p.
- (en) « Generals Who Served in the French Army during the Period 1789 - 1814: Eberle to Exelmans »
- Étienne Charavay, Correspondance général de Carnot, tome 4, imprimerie Nationale, 1907.